# 美国反华情绪

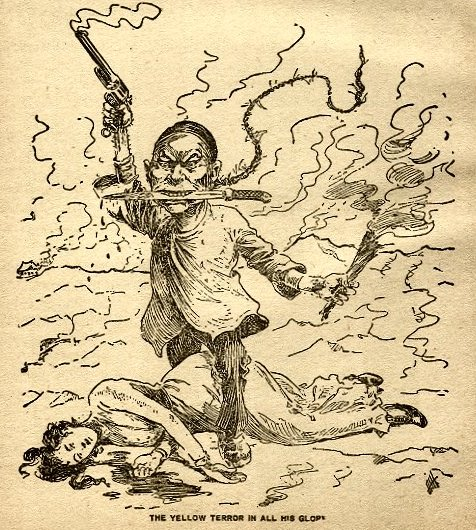
在1899年一篇新聞上的一幅漫畫《黃禍的輝煌》，其中諷刺了當時的中國工人留有的辮子。

美國反华情緒自十九世紀後期中國移民首次抵達美國後不久就已經存在。其中包括黃禍論和冷戰期間的麥卡錫主義。現代美國的反华情緒是中國威脅論的產物。反华情緒是一個政治術語，指對中國（現一般指中華人民共和國）的政治、外交政策、文化等其他領域的反對甚至敵視的態度。
一些現代反華情緒可能是由於中國崛起為世界主要大國被視為對美國全球主導地位的主要威脅。 自2019年以來，由於首次在中國武漢市爆發的COVID-19大流行，仇外心理和種族主義、和暴力大大加劇，針對中國人、華裔、或任何被認為是中國人的人，尤其是亞洲人。根據2023年4月27日發布的基於6,500名受訪者的調查結果，近75%的華裔美國人在過去十二個月中經歷過種族主義，其中7%遭受財產破壞，9%人身攻擊或恐嚇，20%口頭或在線騷擾， 和46%的不平等待遇。

## 早期的黃禍論
加州淘金潮在19世紀後期逐漸興起，美國特別是西部海岸各州大量進口華工。早期的中國移民主要是在金礦工作的工人，後來成為大型勞務項目的主要勞力，如第一條橫貫大陸鐵路的建設。清朝的衰落使得許多中國人陸續移民海外，在海外尋找更穩定的生活，而這正好與美國工業的快速增長趨勢相適應。中國人在美國雇主的驅使下工作，毫無怨言，甚至於生活條件極為貧困。
華工在美國受到相當大的偏見，尤其是在由白人居於主導的美國社會處於底層，因為中國的“苦力”在沒有政治家的支持和當地工會的支持下領取著十分低的酬勞。對中國人進行攻擊的事件包括1871年洛杉磯華人大屠殺和陳果仁謀殺案。在1909年的紐約杜西格爾謀殺案中，其中一個中國人被懷疑，並被施加暴力。杜西格爾謀殺案立即引起當地報紙的密集報導，報導的頭版中將中國人描繪為危險的，而將遇害的白領女性描繪成“無辜”和“賢惠”的。這起謀殺案直接導致在美國各地的華人社區中中國人受到的騷擾和侵害激增。
當時新興美國工會的領袖塞繆爾·龔帕斯直言不諱聲稱其有反华立場。直到很長一段時間後，世界產業工人組織才逐漸承認中國工人是美國工人階級的一部分。
在此期間，在由威廉·赫斯特主辦的報紙中首次出現“黃禍論”一詞。其後一位在美國十分具有影響力的宗教人士G·G·魯伯特亦積極主張黃禍論。魯珀特所宣揚的學說聲稱，中國、印度、日本和韓國隨時可能會襲擊英國和美國，但耶穌會阻止他們。
从1880年代开始，“反华同盟”("Anti-Chinese League")在美国西部各地发起，包括汤姆斯通

，
旧金山
，
与聖羅莎 (加利福尼亞州)
。
反华暴动、驱逐、与屠杀也爆发于西部各方：
洛杉矶（1871），三藩市（1877），丹佛（1880），尤里卡（1885），石泉城（1885），塔科马（1885），西雅图（1886），地狱峡谷（1887）。

### 1882年排華法案和其他法律上的歧视

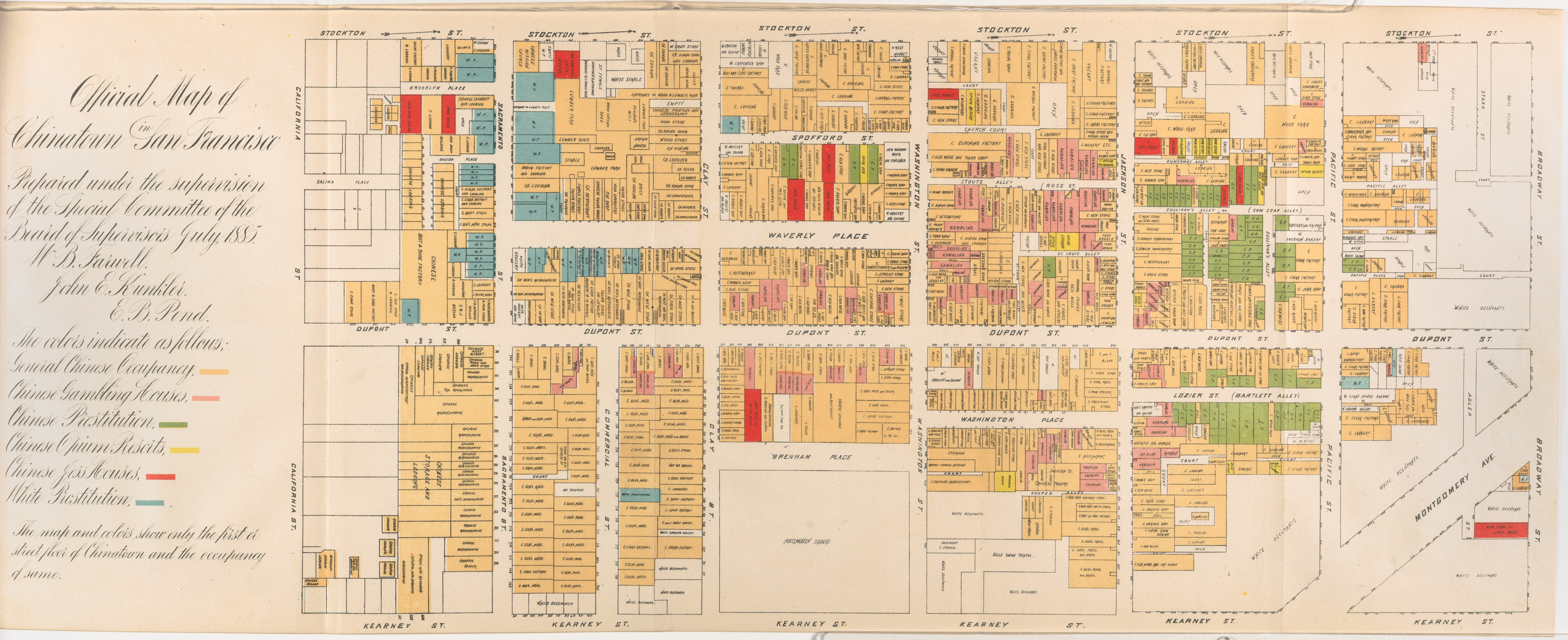
在1885年由三藩市监事会成立的一个特别委员会公布的一幅地图“中国移民居住区的状况”。图中红色区域是华人居住区。

在1870年代至1880年代，美国就陆续出台了各式各样的歧视性法律针对中国。其中以1882年的排华法案为主，其目的旨在限制越来越多的中国移民，尽管在1943年通过麦诺森法案废除。另外一部著名的法律则是1870年归化法，它虽然进一步扩大了非裔美国人的公民权，但另一方面却禁止来美中国人加入美国国籍，理由是他们和其他的亚洲人无法融入美国社会。无法成为美国公民的一个后果是，中国移民无法参加美国的选举投票和担任陪审团成员。一些州通过外国人土地法严禁非美国公民购置田产，以防止他们建立永久的家庭和社区。“不可同化”成为一个知名的美国本土人民反对来美中国人的观点。

## 冷戰
美國在冷戰期間的反华情緒，主要源於中國共產黨政權實施的紅色恐怖和麥卡錫主義的影響。麥卡錫主義產生初期正逢共諜在美國本土的增加、第二次國共內戰以及中國介入韓戰。在這一期間，有數百人因為被懷疑為共產黨而被監禁，另外則有多至12000人因此失去公職。在被監禁或者強制失業的被懷疑群體中，雖然也有一部分確實與蘇聯和在美的共產主義組織有著一些關係，但絕大部分則是完全無辜的。在這些受害者中有美籍華人，他們被懷疑聽命於中國共產黨控制的中華人民共和國政權。
其中一個最著名的例子是科學家錢學森被指控為中共黨員在美國竊取科學機密，他於1950年6月被駁回其入籍申請。聯邦調查局在1938年美國共產黨的文件中發現了他的名字，並將其用作駁回的理由。錢發現在美國無法追求自己的事業，於是在中共的勸說下，在2週內宣布計劃返回中國大陸。當時的美軍海軍部次長丹·金波爾試圖讓錢留在美國。他評論：
|  | 這是這個國家幹過的最蠢的事。他不是共產黨正如我不是共產黨，而我們強迫他離開了。 |

在上訴五年期間，錢學森只能涉及一些基礎學科的研究與教學，並一直受到監視。加州理工學院指定的律師格蘭特·庫珀一直在捍衛錢的聲譽和權益。錢學森返回中國大陸後，主導了國產飛彈的研製工作。

## 現代
現代在美國的反华情緒可能源自美國對中國作為一個崛起的大國的影響的擔憂。在美國，對於中國威脅論的看法已經非常普遍，“中國崛起”已被評為21世紀全球頭條新聞報導的關鍵詞之一，出現於各類紙質報刊、電子媒體、網際網路和部落格上。

### 美國國家航空航天局排华政策
作為美國國家航空航天局的排中政策的一部分，許多美國研究人員被禁止與中國有關的企業、團體以及公民一起工作。2011年4月，第112屆美國國會通過議案禁止美國國家航空航天局利用其資金在美國航空航天局的設施上接待中國遊客。在2010年早些時候，眾議員約翰·卡伯森敦促總統歐巴馬不要讓NASA和中國國家航天局（CNSA）之間做進一步交流和接觸。

## 另見
- 中國反美情緒